# Палата депутатов Португалии (1822—1910)
Палата депутатов Португалии или Палата господ-депутатов португальской нации (порт. Câmara dos Deputados или Câmara dos Senhores Deputados da Nação Portuguesa) — нижняя палата Генеральных кортесов Португалии. Законодательный орган Королевства Португалии в течение большей части периода конституционной монархии. Палата депутатов непосредственно представляла португальскую нацию, и избиралась путём прямого голосования по избирательным округам, соответствующим административному делению Португалии. Чтобы быть избранным депутатом, кандидату необходимо было иметь возможность обеспечивать себя за счёт доходов от работы, недвижимости, торговли или промышленности. Во время Первой республики палата депутатов была реформирована по образцу палаты представителей США.

## История
С принятием Конституции Португалии 1822 года и вскоре после закрытия Генеральных кортесов единственной действующей палатой была Палата депутатов, которая, согласно уставу, избиралась на двухлетний срок прямым и секретным голосованием населения. Продолжительность работы законодательных органов варьировалась была различной в зависимости от действующей конституции:
- 2 года; каждая законодательная сессия длится 3 месяца с возможностью продления ещё на 1 месяц по просьбе короля или по решению 2/3 присутствующих депутатов; Конституция 1822 года.
- 4 года; каждая законодательная сессия длится 3 месяца; Конституция 1826 года.
- 3 года; каждая законодательная сессия длится 3 месяца; Конституция 1838 года.
- 4 года; каждая законодательная сессия длится 3 месяца; Новая конституционная хартия, действовавшая до 1910 года.

Сессии проходили во дворце Сан-Бенту, были открытыми или закрытыми, могли носить обычный или особый характер, заседания могли вестись как днём, так и ночью. Депутаты, помимо прочего, отвечали за принятие законов в соответствии о законопроектах. Предложения правительства после рассмотрения Кортесами могли быть преобразованы в законопроекты.
Заседания проходили под председательством председателя Палаты депутатов, избираемого Палатой из числа депутатов, и они также избирались вице-премьер-министрами, которые заменяли премьер-министра: время от времени или временно.